# Ragnar Ericzon
Ragnar Ericzon (né le 5 juin 1926 à Vikmanshyttan et mort le 5 mars 2010 à Örebro) est un athlète suédois, spécialiste du lancer du javelot. 

## Biographie
Il remporte la médaille de bronze du lancer du javelot lors des championnats d'Europe de 1950, à Bruxelles, avec la marque de 69,82 m.
Il se classe septième des Jeux olympiques de 1952, à Helsinki.

### Palmarès
| Date | Compétition           | Lieu      | Résultat | Épreuve           | Performance |
| ---- | --------------------- | --------- | -------- | ----------------- | ----------- |
| 1950 | Championnats d'Europe | Bruxelles | 3e       | Lancer du javelot | 69,82 m     |
| 1952 | Jeux olympiques       | Helsinki  | 7e       | Lancer du javelot | 69,04 m     |

### Records
| Épreuve           | Performance | Lieu      | Date         |
| ----------------- | ----------- | --------- | ------------ |
| Lancer du javelot | 69,82 m     | Bruxelles | 27 août 1950 |